# Gondophares

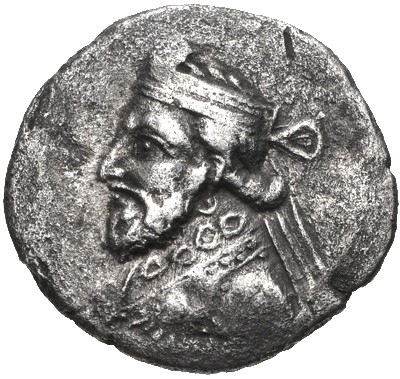
Zilveren drachme van Gondophares I, gevonden in Sistan.

Gondophares I (regeerde rond 20 - 50 n.Chr.) was stichter en koning van het kortstondige Indo-Parthische rijk in het noordwesten van India. Dit rijk bestond uit enkele zuidoostelijke satrapieën van het voormalige Perzische rijk en de Indusvlakte; dit komt ongeveer overeen met het huidige Pakistan en Afghanistan. Gondophares was mogelijk aanvankelijk een gouverneur (satraap) in het Parthische Rijk, maar verklaarde zich onafhankelijk.

## Historisch
De omvang van Gondophares' rijk en datering van zijn heerschappij is vooral gebaseerd op muntvondsten. Hij kwam aan de macht na de Indo-Scythische koning Azes II, die waarschijnlijk niet lang vòòr 5 n.Chr. stierf. De Duitse archeoloog Ernst Herzfeld heeft, gebaseerd op legendes uit de Perzische mythologie, gepostuleerd dat Gondophares een lid van het huis Suren was, een van de leidende families in het Parthische Rijk. Belast met de verdediging van de oostelijke satrapie Drangiana tegen de Indo-Scythen, zou hij hen hebben verdreven en achtervolgd tot in de Indusvallei.
Een inscriptie in de ruïnes van Takht-i-Bahi in Gandhara noemt Gondophares en een prins met de naam "Kapa", die geïdentificeerd wordt met Kujula Kadphises, leider van de Kushana's. In deze inscriptie erkent de prins Gondophares als soeverein.
Het door Gondophares gestichte Indo-Parthische rijk bleef tot rond 60 n.Chr. bestaan. Hij had enkele opvolgers die allen minder munten hebben achtergelaten en daarom waarschijnlijk slechts kort aan de macht waren. Waarschijnlijk volgde eerst een koning met de naam Sases, daarna Orthagnes. Beiden voegden "Gondophares" als dynastieke titel toe aan hun naam. Na een handvol Indo-Parthische koningen kwam rond 40 to 70 n.Chr. een einde aan het rijk van Gondophares en nam Kujula Kadphises het gebied over.

## Christelijke traditie
Gondophares was mogelijk de koning Gudnapar in de Handelingen van Tomas uit de apocriefe christelijke traditie. Omdat zijn opvolgers zich soms ook Gondophares noemden, kan het ook om een van hen gaan. De apostel Tomas zou volgens deze tekst als slaaf naar India zijn verkocht. Hij diende aan het hof van koning Gudnapar waar hij belast werd met de kosten voor de bouw van een paleis. In plaats van het paleis te bouwen gaf de apostel het geld uit aan liefdadigheid, waarmee hij de toorn van de koning wekte. Hij werd gered door de broer van de koning, die in een droom een visioen van de hemel kreeg.
Gondophares kan ook de inspiratie zijn voor de naam van een van de drie magi in de westerse christelijke traditie, Caspar. De voornaam Caspar, in dat geval een verbastering van Gondophares, is gebaseerd op deze traditie.